# Exclusión de salmuera
La exclusión de la salmuera es el proceso que se da durante el crecimiento del hielo marino. Este proceso juega un papel importante en el océano polar.
Se ha estudiado cuantitativamente en el campo y en laboratorio, en  diversas condiciones, el crecimiento del hielo marino.
En el curso de observaciones oceanográficas, cuando se produce el incremento del hielo marino en el invierno antártico se encontró que una convección halina, inducida por la exclusión de salmuera, cambió la estructura de la salinidad del agua de la plataforma de una distribución estratificada a una condición homogénea, incrementando la salinización del agua.
La aparición de la salmuera excluida cayendo en el agua de mar se observó experimentalmente por medio de un sistema óptico basado en el efecto Schlieren, con los siguientes resultados: La salmuera excluida formó delgados y largos filamentos verticales a partir de posiciones fijas en la interface agua - hielo y cayó en el agua de mar subyacente sin difusión apreciable.
Las características de los filamentos de salmuera variaron con la tasa de crecimiento de hielo.
A una tasa superior de crecimiento del hielo, un mayor número de filamentos más delgados de salmuera cayó a una velocidad inferior.
Las mediciones directas se hicieron de la salinidad y del volumen de la salmuera excluidos para diversas condiciones de crecimiento del hielo.
Los aumentos de la salinidad de salmuera y el flujo de volumen disminuye a medida que disminuye la velocidad de crecimiento del hielo.
En consecuencia, el flujo de sal de la salmuera disminuye con la disminución de la tasa de crecimiento de hielo y por lo tanto la cantidad de sal excluidos como salmuera altamente depende de su volumen en lugar de su salinidad.
El volumen total de salmuera excluidos durante una secuencia de formación de hielo depende de la duración de la formación, así como la tasa de crecimiento de hielo. Se incrementa con un aumento tanto en la tasa de crecimiento como de  la duración, es decir, con un aumento en la masa de hielo acrecido.
Así pues, el proceso de exclusión de salmuera arroja luz sobre un cambio en la salinidad del hielo marino natural bajo varias condiciones de crecimiento del hielo.
Cuando se necesita más tiempo para un mar de hielo que crezca a un espesor fijo, el hielo del mar tiene una salinidad más baja.
Esto es debido a la exclusión de una mayor cantidad de salmuera con una salinidad mayor durante la formación de hielo marino.
Mientras tanto, un mar de hielo más gruesa crecido durante un período fijo de tiempo tiene una salinidad superior.
Esto es debido a la exclusión de una cantidad menor de salmuera con una salinidad inferior por unidad de masa de hielo crecido durante el período.
Los resultados anteriores sugieren que la salinidad y el volumen de salmuera excluidos durante la formación de hielo del mar se puede estimar aproximadamente en el futuro mediante la medición de la duración de la formación, el espesor y la salinidad del hielo marino.
Si la placa de hielo resiste al verano sin descongelarse por completo, el hielo habrá dado un nuevo salto adelante, pasando a ser considerado hielo multianual. El hielo de primer año tiene unas 10 partes por 1000 de sal. En el hielo multianual este contenido se reduce a apenas 2 partes por 1000. Este hecho contribuye a dar rigidez al hielo marino o banquisa, a hacerlo más sólido y resistente de cara a afrontar su segunda y posteriores temporadas de crecimiento invernal. El espesor típico del hielo multianual es de unos 3 metros, soliendo quedar a partir de este punto en un balance aproximado entre crecimiento invernal y deshielo estival.